# فروند
فروند واحد شمارش دستگاه‌های بزرگ نظامی و غیرنظامی است.
این واحد برای انواع هواگردها (هواپیما، بالگرد، جت و شناورها و... (ناو، کشتی، قایق، لنج و…) و نیز دیگر تجهیزات نظامی مانند موشک و رادار و... بکار می‌رود.
این واژه در فارسی از قدیم کاربرد داشته چنان‌چه در کتاب دُرّهٔ نادره (تاریخ عصر نادرشاه) نوشتهٔ میرزا مهدی خان استرآبادی می‌خوانیم:
«امر همایون خطاب به نظام‌الملک والی دکن مبنی بر سرانجام بیست فروند کشتی کوه‌اندام دریاشکاف صادر گشته.»
واحد فروند همچنین برای شمردن کندوی عسل و همچنین ملکه زنبور عسل و همچنین برای دستگاه‌های بزرگ غیرنظامی هم بکار می‌رود.